# Pierre Ragally
Pierre Ragally, né le 12 mai 1859 à Beaujeu (Haute-Saône) et mort le 25 février 1915 à Paris (Seine), est un homme politique français.

## Biographie
Vétérinaire, il est maire de Gray, conseiller général de Fresne-Saint-Mamès et député de la Haute-Saône de 1907 à 1915, inscrit au groupe de la Gauche radicale.

## Sources
- « Pierre Ragally », dans le Dictionnaire des parlementaires français (1889-1940), sous la direction de Jean Jolly, PUF, 1960 [détail de l’édition]